# Ира (Тамбовская область)
Ира — село Кирсановского района Тамбовской области. Названо по реке, на которой стоит село.

## История
Впервые упоминается в «Экономических примечаниях Кирсановского уезда» в конце 18 века. На тот момент в селе жили крепостные крестьяне, которые принадлежали князьям Оболенскому Ивану Петровичу и Нарышкину Дмитрию Ивановичу. Всего в селе тогда насчитывалось 78 семей (756 крепостных).
В первой половине 18 столетия вся местность, занимаемая Ирой, высочайшей властью была пожалована стольнику Ивану Нарышкину, который заселил ее своими крепостными из великорусских губерний .
В 1911 году в селе проживало 476 мужчин, 478 женщин, всего дворов 176.
В 1922 году село Ира вошло в состав Ирской коммуны, в 1938 году стало одним из подразделений колхоза имени В. И. Ленина Кирсановского района.

## Население
В 2002 году в селе проживало — 177 жителей.
В 2010 году в селе проживало — 177 жителей.

## Достопримечательности
В селе Ира восстановлена Покровская церковь, ныне действующая. Церковь была построена в 1896 году на средства купца Москалева. Престол — в честь Покрова Пресвятой Богородицы. Приход открыт в начале XVIII столетия.